# 巴斯托 (伊利諾伊州)
巴斯托（英語：Barstow）是位於美國伊利諾伊州羅克艾蘭縣的一個非建制地區。該地的面積和人口皆未知。

## 地理
巴斯托的座標為41°31′06″N 90°21′25″W / 41.51833°N 90.35694°W，而該地的平均海拔高度為175米（即574英尺）。